# Palicourea calycina
Palicourea calycina är en måreväxtart som beskrevs av George Bentham. Palicourea calycina ingår i släktet Palicourea och familjen måreväxter. IUCN kategoriserar arten globalt som sårbar. Inga underarter finns listade i Catalogue of Life.